# بيفيرلي تورنر
بيفيرلي تورنر (بالإنجليزية: Beverley Turner)‏ هي مذيعة ومقدمة تلفزيونية بريطانية، ولدت في 21 أكتوبر 1973 في برستويتش ‏ في المملكة المتحدة.

## وصلات خارجية
- بيفيرلي تورنر على موقع IMDb (الإنجليزية)